# Buckshot
Buckshot, właściwie Kenyatta Blake – amerykański raper. Ma na koncie jeden solowy album, cztery albumy z grupą Black Moon, cztery albumy z zespołem Boot Camp Click, dwa albumy z producentem o pseudonimie 9th Wonder oraz jeden album z raperem o pseudonimie KRS-One.

## Dyskografia
Albumy solowe
- The BDI Thug (1999)

Black Moon
- Enta Da Stage (1993)
- War Zone (1999)
- Total Eclipse (2003)
- Alter The Chemistry (2006)

Boot Camp Clik
- For the People (1997)
- The Chosen Few (2002)
- The Last Stand (2006)
- Casualties of War (2007)

Współpraca
- Buckshot & 9th Wonder – Chemistry (2005)
- Buckshot & 9th Wonder – The Formula (2008)
- KRS-One & Buckshot – Survival Skills (2009)
- Buckshot & 9th Wonder - The Solution